# Werner Nolf
Werner Nolf, né le 14 mars 1933 à Moorsele, est un coureur cycliste belge, professionnel de 1960 à 1962.

## Palmarès
- 1955
  - 3e de Bruxelles-Marke
- 1956
  - 3e du Tour de Flandre-Occidentale amateurs
- 1957
  - 3e de Roubaix-Cassel-Roubaix
  - 3e du Circuit des régions flamandes des indépendants